# Sparkasse Rhein-Maas
Die Sparkasse Rhein-Maas ist ein öffentlich-rechtliches Kreditinstitut in der Rechtsform einer Anstalt des öffentlichen Rechts. Sitz der Sparkasse ist Kleve im Regierungsbezirk Düsseldorf.

Sparkassen-Logo

## Geschichte der Sparkasse Kleve

### Die Anfänge der Sparkasse der Stadt Cleve
Am 1. Juli 1825 wurde – nach französischem Vorbild – gemeinsam mit einem städtischen Leihhaus eine „Sparcasse für die Stadt Cleve“ gegründet. Die ersten Geschäftsräume der städtischen Sparkasse befanden sich im Rathaus, das sich zur damaligen Zeit auf der Großen Straße (später: Burg-Theater) befand. Zum ersten Direktor wurde der städtische Beigeordnete Schlüter bestellt. Die Anfänge gestalteten sich schwierig, da die Einrichtung einer Sparkasse etwas gänzlich Neues für den Niederrhein darstellte. Die städtische „Sparcasse zu Cleve“ war nach den Sparkassen in Elberfeld (1822), Koblenz und Düsseldorf (1825) erst die vierte Sparkassengründung im Rheinland. Dieser „Neuerung“ begegnete die Klever Bevölkerung mit Zurückhaltung.
Die „Sparcasse zu Cleve“ nahm einen steten Aufschwung, und im Jahr 1865 erreichte die Höhe der Kundeneinlagen erstmals die Grenze von einer Million Thalern. Nachdem im Jahr 1904 der Rendant Josef Arend, der 31 Jahre im Dienst der städtischen Sparkasse gestanden hatte, in den Ruhestand getreten war, verlegte man das Geschäftslokal des Instituts, das bis dahin in der Privatwohnung des Rendanten gewesen war, wieder in das Rathaus der Stadt zurück.
Diese Verlegung des Geschäftslokals stieß auf wenig Gegenliebe bei der Bevölkerung, suchte man doch verständlicherweise für seine Geldgeschäfte nicht die unmittelbare Nähe zur städtischen Verwaltung. Dem starken Wunsch nach einem eigenen Sparkassengebäude konnte durch den Ankauf des Hauses Nr. 18 in der Kirchstraße Rechnung getragen werden. Am 1. Dezember 1909 war hier der erste Geschäftstag der städtischen Sparkasse in einem eigenen Gebäude.

### Die Anfänge der Kreissparkasse Cleve
Am 15. September wurde mittels Bekanntmachung durch den königlichen Landrath Devens die Aufnahme des Geschäftsbetriebes der „Spar- und Darlehens-Kasse für den Kreis Cleve“ am 1. Oktober 1872 angekündigt. Zum ersten Rendanten wurde der Gemeindeempfänger Hermann Kamshoff ernannt. Dieser übte seine Tätigkeit im Nebenamt in seiner Privatwohnung auf der Mühlenstraße 8 aus. Die „Geschäftszeiten“ der neuen Kreissparkasse beschränkten sich in den Anfangsjahren bis 1885 an den Werktagen auf die Vormittage.
Um sich weitere Kundenkreise zu erschließen, kam es am 1. Februar 1873 zur Einrichtung von weiteren Geschäftsstellen und Ernennung von Nebenrendanten in Wissel, Calcar, Uedem, Goch und in Cranenburg. Bereits im ersten Jahr nach der Gründung hatte die Kreissparkasse neben der Hauptstelle fünf weitere Annahmestellen im Kreisgebiet. Das Geschäftslokal der Hauptstelle der Kreissparkasse befand sich immer im Haus des jeweiligen Rendanten. Die Spareinlagen betrugen nach Ablauf des ersten Geschäftsjahres 52.792 Mark und stiegen bis zum Jahre 1890 auf 1.162.823 Mark an.

### Die beiden Klever Sparkassen während der Zeit des Ersten Weltkrieges (1914–1918)
Unmittelbar nach Kriegsbeginn im Jahre 1914 konnten bei den Klever Sparkassen vermehrte Abhebungen von Spareinlagen beobachtet werden. Mit öffentlichen Aufrufen wurde an die Klever Bevölkerung appelliert, die Spargelder bei den Sparkassen zu belassen. Man brauche – so stellte der Klever Stadtrat fest – keine Angst um die eingezahlten Gelder haben, denn nirgendwo seien die Mittel – auch in Kriegszeiten – so sicher wie bei den Sparkassen. Diese öffentlichen Appelle zeigten Wirkung, so dass ein großer Teil der abgehobenen Gelder wieder bei den Klever Sparkassen eingezahlt wurde.
Aufgrund der angebotenen guten Verzinsung von 5 % zeichnete ein großer Teil der Klever Bevölkerung die sogenannte „Deutsche Kriegsanleihe“. Den Klever Sparkassen – als kommunalen Instituten – kam dabei die Hauptaufgabe in der Verwaltung dieser Wertpapiere zu. In Kleve wurden in dieser Zeit rund 45 Millionen Mark in diese Anleihen angelegt.
Im Verlauf des Ersten Weltkrieges wurden von der Klever Bevölkerung auch Kriegsanleihen bei den Sparkassen gezeichnet. Da die Sparkassen bis dato im Wertpapierdepotgeschäft noch nicht tätig gewesen waren, erteilte ihnen das preußische Finanzministerium im März 1915 die Genehmigung zur Verwahrung und Verwaltung von Wertpapieren.
In dieser Zeit trieben die Sparkassen auch das bargeldlose Zahlungssystem voran. Mit Hilfe des „Sparkassengironetzes“ waren nicht nur Überweisungen von Konto zu Konto innerhalb eines Institutes, sondern auch innerhalb der ganzen Sparkassenorganisation möglich.

### Die Zeit der Inflation (1918–1924)
In der Folge der militärischen Niederlage des Deutschen Reiches im Jahre 1918 kam es zu einer sich ständig steigernden Inflation. Durch die Zeichnung von Kriegsanleihen war ein Erlös von rund 97 Milliarden Mark erzielt worden. Im Jahr 1918 betrugen die Kriegskosten jedoch rund 132 Milliarden Mark. Der Fehlbetrag in Höhe von 35 Milliarden Mark wurde zu einem großen Teil über die Notenpresse, d. h. durch Druck von neuen Geldscheinen, finanziert. Die Folge war, dass Ende 1920 die Mark lediglich noch 6 % des Wertes aus dem letzten Friedensjahr besaß. Der rasant fortschreitende Preisverfall erstickte jeden Spargedanken in der Bevölkerung. Es lohnte sich nicht mehr, den Klever-Sparkassen Gelder, die bereits am nächsten Tag entwertet waren, als Ersparnisse anzuvertrauen. Bei den Klever Sparkassen stiegen die Verwaltungskosten, da die Gelder nur noch kurzfristig zur Verfügung standen, auf ein solch hohes Niveau, dass sie aus dem laufenden Betrieb heraus nicht mehr zu finanzieren waren. Auf dem Höhepunkt der Inflation im Jahr 1923 kamen die Geschäfte der Klever Sparkassen daher praktisch zum Erliegen. Da die Reichsdruckerei nicht mehr in der Lage war, wurde von den Kommunen in Deutschland sogenanntes „Notgeld“ herausgegeben. Auch die Stadt und der Kreis Cleve gaben im Jahr 1923 Notgeldscheine heraus. Am 15. November 1923 wurde die Rentenmark eingeführt. Das Umrechnungsverhältnis betrug 1 Rentenmark=1 Billion Papiermark. Das ausgegebene Notgeld von Stadt und Kreis Cleve wurde bei den Sparkassen gesammelt, sortiert und schließlich – unter Aufsicht – verbrannt.
Mit der Einführung der Reichsmark am 30. Oktober 1924 kehrte altes Vertrauen in die deutsche Währung wieder zurück.

### Der Ausbau des Geschäftsstellennetzes der Kreissparkasse Cleve
Das grundlegende Prinzip der Kreissparkasse Cleve war bis in die 1920er Jahre gewesen, dass es eine Hauptstelle gab und eine weitere Zahl von sogenannten Annahmestellen. In diesen Annahmestellen gab es nur ein stark eingeschränktes Geschäft, das sich in erster Linie auf die Annahme von Geldern und Vermittlung von Geschäften an die Hauptstelle in der Stadt Kleve beschränkte. Die gute Geschäftsentwicklung und der Wunsch, im Wettbewerb auch weiterhin konkurrenzfähig zu bleiben, veranlasste die Leitung der Kreissparkasse im Februar des Jahres 1929 dazu, die bisherigen Annahmestellen in Calcar (Monrestraße 278) und in Kellen (Emmericher Straße 219) in Hauptzweigstellen umzuwandeln. Nunmehr standen den Kunden hier Geschäftslokale zur Verfügung, die nicht mehr nur vermittelnd tätig waren, sondern – bis auf wenige Ausnahmen – das gesamte Sparkassenangebot dem Kunden anbieten konnten. Eine weitere Neuerung: Wurden die Annahmestellen noch nebenamtlich betrieben, so erhielten die Hauptgeschäftsstellen jetzt auch hauptamtliche Leiter. Im Jahr 1932 folgte die Hauptzweigstelle Kranenburg und 1939 die Hauptzweigstelle Uedem. Unmittelbar vor Beginn des Zweiten Weltkrieges erhielt die Annahmestelle in Grieth den Status einer Einmannstelle, d. h. es konnten vor Ort auch Ein- und Auszahlungen direkt im Sparkassenbuch vermerkt werden, ohne dass die Bücher – wie bisher – zur Hauptstelle eingeschickt werden mussten.

### Neue Hauptstelle für die Kreissparkasse
Ab 1917 hatte sich die Hauptstelle der Kreissparkasse im Gebäude Hagsche Straße Nr. 47 befunden. Da dieses Gebäude keine räumliche Erweiterung zuließ, hatte der Vorstand sich bereits frühzeitig entschieden, das Grundstück Hagsche Straße 33 zu erwerben. Hier befand sich ein stattliches Gebäude, das der Klever Gesellschaft „Verein“ gehörte. Das Gebäude wurde im Jahre 1924 zu einer geräumigen und zweckmäßigen Kasse umgebaut. Hier befindet sich heute die Hauptstelle der Sparkasse Kleve.

### Neues Gebäude für die Stadtsparkasse
Seit dem Jahr 1909 hatte die Stadtsparkasse ihr Domizil im Gebäude Kirchstraße Nr. 18. Um den wachsenden Anforderungen des Geschäftsbetriebes Rechnung tragen zu können, wurden zum Ende der 1920er Jahre die Pläne für einen Neubau konkreter. Das Grundstück Hagsche Straße 28 wurde angekauft, und der Klever Architekt Kannengießer entwarf ein Gebäude, dessen Kassenhalle modernsten Anforderungen und Erkenntnissen entsprach. Im Jahr 1931 wurde es fertiggestellt. Der moderne Bau stand nur 13 Jahre; der vernichtende Luftangriff auf die Stadt Kleve im Oktober 1944 legte auch das Geschäftsgebäude der Stadtsparkasse in Schutt und Asche.

### Kleve in Schutt und Asche (7. Oktober 1944)
Bis zum Jahr 1944 konnten die Geschäfte der Klever Sparkassen, obwohl viele der Bediensteten zum Wehrdienst eingezogen wurden, noch in gewohnter Weise betrieben werden. Bei dem vernichtenden Luftangriff auf Kleve am 7. Oktober 1944 wurde die alte Herzogstadt zu 80 % zerstört. Die an der Hagschen Straße gelegenen Geschäftsgebäude der Stadt- und der Kreissparkasse fielen den Bomben zum Opfer. Konten, Akten und Unterlagen wurden vernichtet. Fieberhaft suchten die Verantwortlichen der Klever Sparkassen nach Ausweichquartieren. Die Stadtsparkasse nahm einen Notbetrieb in der „Melkerschule“ am Deich in Kellen auf und als im Februar 1945 die Evakuierung angeordnet wurde, verlegte sie den Geschäftsbetrieb nach Bad Driburg. Die Kreissparkasse wich nach Hönnepel aus und begann dort mit der Wiederherstellung der Kontounterlagen. Am 10. Februar 1945 kam die Anweisung, dass die Kreissparkasse nach Schermbeck zu verlegen sei. Von dort ging es weiter nach Salzwedel. In einer Schule des kleinen Ortes Königstedt konnte die Neuerstellung der verbrannten und vernichtenden Kontounterlagen zu Ende geführt werden.
Im Verlauf des Sommers 1945 kehrten sowohl die verbliebenen Mitarbeiter der Stadtsparkasse als auch der Kreissparkasse in das zerstörte Kleve zurück.
Nach dem Ende des Zweiten Weltkrieges stellten die beiden Klever Sparkassen der heimischen Wirtschaft einen Teil der Kapitalmittel zur Verfügung, die für den Wiederaufbau der zu 80 % zerstörten Stadt dringend notwendig waren.

### Der Wiederaufbau der Stadtsparkasse
In Kleve stand – nach der Rückkehr aus Bad Driburg – für die Stadtsparkasse keine geeignete Räumlichkeit zur Verfügung. Nach einigen Wochen richtete man im Haus Boschenhoff an der Heldstraße / Ecke Karlstraße ein provisorisches Geschäftsstellengebäude ein. Eine erste wichtige Voraussetzung für den Neuanfang der Stadtsparkasse war geschaffen – allerdings war dies nur eine Übergangslösung. Am 1. Dezember 1949 bezog die Stadtsparkasse den Neubau der Hauptstelle an der alten Stelle, Hagsche Straße 28 (Ecke Böllenstege). Pünktlich zum 125-jährigen Bestehen der Sparkasse der Stadt Kleve standen den 23 Mitarbeitern damit moderne Räumlichkeiten zur Verfügung.

### Der Wiederaufbau der Kreissparkasse
Bei der Rückkehr der Bediensteten der Kreissparkasse aus Salzwedel entschlossen sich die Verantwortlichen, die Hauptstelle vorübergehend in der Hauptgeschäftsstelle Kellen an der Ecke Emmericher Straße / Biesenkamp unterzubringen. Schon bald stellte sich heraus, dass die räumlichen Gegebenheiten hier jedoch viel zu beengt waren. Mit dem Geschäftslokal Jennen (Herzog-/Klosterstraße) konnte schon bald ein größeres Gebäude im innerstädtischen Bereich gefunden werden. Nach und nach wurde auch der Geschäftsbetrieb in den Hauptgeschäftsstellen der Kreissparkasse wieder aufgenommen. Im Jahr 1950 fiel die Entscheidung, an der Stelle, wo sich bis zur Zerstörung am 4. Oktober 1944 das Hauptstellengebäude befunden hatte, einen Neubau zu errichten. 1951 konnte das neue Gebäude an der Hagschen Straße 33 von 46
Mitarbeitern bezogen werden. Damit betrieb die Kreissparkasse Kleve nach dem erfolgreichen Wiederaufbau nach dem Zweiten Weltkrieg neben der Hauptstelle noch weitere sechs Geschäftsstellen in Kalkar, Kellen, Kranenburg, Uedem, Grieth und Kessel.

### Die Klever-Sparkassen in den 1950er und 1960er Jahren
Die 1950er Jahre waren geprägt vom sogenannten deutschen „Wirtschaftswunder“. Die beiden Klever-Sparkassen konnten ihr Geschäftsvolumen kontinuierlich ausweiten. Damit einher gingen hohe Investitionen, um die räumlichen und technischen Voraussetzungen für den neuen Herausforderungen gerecht zu werden. Die ständig steigende Anzahl der Geschäftsvorfälle machte die Einführung einer automatisierten Datenverarbeitung mit Hilfe von Lochkarten notwendig. Darüber hinaus konnte mit neuen Buchungsmaschinen die maschinelle Sofortbuchung im Sparverkehr erreicht werden.
Im Jahr 1960 bilanzierte die Stadtsparkasse Kleve 15,9 Millionen DM an Spareinlagen sowie 10,2 Millionen DM an Krediten. Die Bilanzsumme betrug 28,16 Millionen DM. 55 Mitarbeiter waren bei der Stadtsparkasse beschäftigt.
Im Jahr 1960 wies die Kreissparkasse Kleve eine Bilanzsumme von 65,6 Millionen DM auf. 117 Mitarbeiter betreuten 40,4 Millionen DM Spareinlagen und 28,8 Millionen DM Kredite.
Die 1960er Jahre brachten einen schnellen Wandel des technischen und ökonomischen Fortschritts.
Am Ende des Jahres 1963 mietete die Stadtsparkasse an der Kavariner Straße 44 ein Geschäftslokal an; hier konnte nach umfangreichen Umbauarbeiten am 15. April 1964 die „Zweigstelle Unterstadt“ eröffnet werden. 1967 konnte auf der Hoffmannallee 106–108 das neue eigene Gebäude „Hauptzweigstelle Oberstadt“ der Stadtsparkasse eröffnet werden. Im Februar des Jahres 1968 eröffnete die dritte Stadtgeschäftsstelle an der Ecke Kalkarer Straße / Kermisdahlstraße.
Am 7. Juni 1962 begann der Geschäftsbetrieb im neuen Geschäftsstellengebäude der Hauptzweigstelle Kellen.
Ein Jahr später wurde die „Fahrbare Zweigstelle“ eingeführt, die zweimal wöchentlich 14 Ortschaften im Geschäftsgebiet der Kreissparkasse Kleve betreute. Neben den stationären Zweigstellen in Kleve, Kalkar, Kellen, Kranenburg, Uedem, Appeldorn, Grieth, Hau, Kessel, Materborn, Reichswalde und Rindern kam nun die „Fahrbare Zweigstelle“ auch nach Asperden, Donsbrüggen, Frasselt, Griethausen, Hasselt, Hassum, Hau, Keppeln, Nierswalde, Nütterden, Schneppenbaum, Till, Warbeyen und Wissel.
Im Jahr 1964 wurde auf dem Hohen Weg in Nütterden eine stationäre Zweigstelle der Kreissparkasse eröffnet. Diese Entwicklung setzte sich ein Jahr später mit der neuen Geschäftsstelle in Griethausen, Mühlenstraße 4, fort. 1967 erhielt die Ortschaft Nierswalde in der Stettiner Straße 4 eine Geschäftsstelle.

### Der Zusammenschluss der Stadt- und der Kreissparkasse Kleve am 1. Juni 1969
Gegen Ende des Jahres 1968 kam es zu Gesprächen, die den Zusammenschluss der beiden Klever Sparkassen zum Ziel hatten. Initiator der Gespräche war Gert Brock, seit dem Jahre 1961 Landrat des Kreises Kleve, später Landtagsabgeordneter und Bürgermeister der Stadt Kleve. Innerhalb kurzer Zeit konnten alle für einen Zusammenschluss der beiden Sparkassen relevanten Fragen geklärt werden. Am 1. Juni 1969, genau einen Monat vor Inkrafttreten der Kommunalreform, traf sich die Verbandsversammlung des „Sparkassenzweckverbandes für den Kreis Kleve und für die Stadt Kleve“ im Kolpinghaus.
So vereinten sich durch diesen Zusammenschluss die im Jahr 1825 gegründete Stadtsparkasse und die 1872 gegründete Kreissparkasse am 1. Juni 1969 zur Kreis- und Stadtsparkasse Kleve. Vorstandsvorsitzender der Kreis- und Stadtsparkasse Kleve wurde Karl Class, den Vorsitz im Sparkassenrat (Verwaltungsrat) übernahm Gert Brock und Vorsitzender des Kreditausschusses wurde Oberkreisdirektor Hans Smeets. Neben den beiden Hauptniederlassungen auf der Hagschen Straße verfügte die Kreis- und Stadtsparkasse Kleve im Jahr der Fusion über 19 weitere stationäre Geschäftsstellen, eine Zahlstelle am Klever Schlachthof sowie eine „Fahrbare Zweigstelle“ mit 14 Haltepunkten. Im Jahr 1969 kamen noch zwei weitere stationäre Geschäftsstellen in den Orten Donsbrüggen (Hauptstraße 26–28) und Hasselt (Schwanenkamp 14) hinzu. Die „Fahrbare Zweigstelle“ erhielt zwei neue Halteplätze in den Gemeinden Altkalkar (Kaserne) und Schottheide. Zum Bilanzstichtag 1969 wies das neue Institut eine Bilanzsumme von 226,9 Millionen DM auf und zählte 216 Mitarbeiter.

## Der Weg zum Universalkreditinstitut
Die letzten 30 Jahre des 20. Jahrhunderts waren für die Sparkasse Kleve geprägt von einem sehr starken Wachstum. Hatte die Sparkasse im Jahr der Fusion 1969 noch eine Bilanzsumme von 226,9 Millionen DM, so wuchs diese bis zum Jahr 2000 auf ca. 2,5 Milliarden DM an. Die Zahl der Privat- und Geschäftskunden verdoppelte sich in diesem Zeitraum von 20.000 (1969) auf 41.000 Konten im Jahr 2000.
Die ersten Jahre der Kreis- und Stadtsparkasse Kleve sind eng mit Peter Theissen verbunden, der 1973 Vorsitzender des Vorstandes wurde.
Der große Kundenzuwachs bedingte eine Erweiterung des Geschäftsstellennetzes, so wurden zwischen 1970 und 1990 eine Vielzahl von Neu- und Modernisierungsarbeiten am bestehenden Geschäftsstellennetz durchgeführt.
Ab 1977 waren die in 100 Meter Entfernung liegenden ehemaligen Hauptstellen der Kreis- und Stadtsparkasse zu einer Zentrale zusammengefasst. Eine neue Konzeption „Treffpunkt Sparkasse“ wurde im Jahr 2000 nach umfangreichen Umbauarbeiten im Hauptstellengebäude verwirklicht. Neben der Finanzdienstleistungsfiliale mit Selbstbedienungs- und Servicebereich sowie Räumlichkeiten für die Kundenberatung und der Sparkassen-Versicherungsagentur finden sich heute – innerhalb eines Arkadenganges – auch ein Reisebüro und ein Café im Sparkassengebäude.

### Automatisierung und Technisierung
Die Vielzahl der Geschäftsvorfälle im modernen Zahlungsverkehr machte den Einsatz und die Weiterentwicklung der elektronischen Datenverarbeitung erforderlich. In den 1960er Jahren begann das „EDV-Zeitalter“ bei der Sparkasse Kleve mit dem Einsatz von Lochkarten. Im Jahr 1977 wurde mit Hilfe des Sparkassenrechenzentrums die Möglichkeit geschaffen, Geschäftsvorfälle im Spar- und im Girobereich „online“, d. h. zeitgleich zu verarbeiten. 1982 wurde in der Hauptstelle an der Hagschen Straße 33 der erste Geldautomat installiert. Seit dem Herbst 1996 ist die Sparkasse auch im Internet präsent, erreichbar über www.sparkasse-kleve.de.

### Engagement
Das öffentlich-rechtliche Kreditinstitut unterstützt zahlreiche Initiativen im Bereich des sozialen, gesellschaftlichen, kulturellen und sportlichen Lebens in der Region. Schwerpunkte der Förderung sind die Bereiche Kunst und Kultur, was sich u. a. in der engen Zusammenarbeit mit dem Museum Kurhaus Kleve und der Stiftung Schloss Moyland sowie den vielen gemeinnützigen Vereinen widerspiegelt.
Im Dezember des Jahres 1975 erfolgte die Gründung der „Sparkassenstiftung Kleve“. Mit dieser selbständigen Stiftung privaten Rechts werden gemeinnützige Zwecke verfolgt, die sich auf die Förderung von Kunst, Kultur und Bildung, der Jugendhilfe und des Wohlfahrtswesens sowie des Sport erstrecken. Die Sparkasse Kleve stattete die Stiftung bei ihrer Gründung mit einem Betrag von 500.000 DM aus, im Jubiläumsjahr 2000 konnte diese Summe auf 3 Millionen DM erhöht werden. Jeweils im März eines Jahres können Anträge an die Stiftung gestellt werden, über die Mittelvergabe entscheidet ein ehrenamtliches Kuratorium, das sich aus drei Mitgliedern des Verwaltungsrates sowie aus sechs Mitgliedern, die der Verwaltungsrat aus den Gemeinden des Gewährträgergebietes wählt, zusammensetzt.

## Fusionen
Im Jahre 2016 hat die Sparkasse Kleve mit der Stadtsparkasse Emmerich-Rees und der Sparkasse der Stadt Straelen zur Sparkasse Rhein-Maas mit Sitz in Kleve fusioniert. Träger der Sparkasse ist der Sparkassenzweckverband Rhein-Maas, dem der Kreis Kleve und die Städte Kleve, Emmerich, Rees und Straelen angehören.
Im Jahre 2022 erfolgte die Fusion mit der Verbandssparkasse Goch-Kevelaer-Weeze.